# Sidi Bernoussi
Sidi Bernoussi (arabiska: سيدي البرنوص ي) är ett arrondissement i Casablanca i Marocko. Antalet invånare var 173 189 vid folkräkningen 2014.